# 호주청개구리속
호주청개구리속(Australasian treefrogs)은 청개구리과에 딸린 한 속이다. 학명은 리토리아(Litoria)이며, 호주, 비스마르크 제도, 솔로몬 제도, 뉴기니, 소순다 열도, 말루쿠 제도, 티모르섬에 서식한다. 눈동자가 가로로 찢어져 있다는 점으로 쉽게 다른 개구리들과 구분할 수 있다.
2010년까지 발견된 이 속의 종은 150종을 넘는다.